# Pygmalion (Shaw)

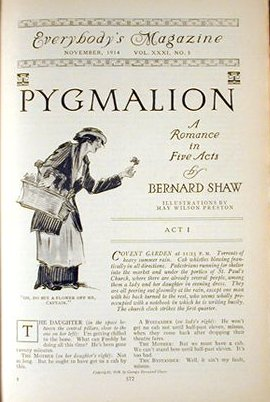
Frühe US-amerikanische Ausgabe von Pygmalion (1914).

Pygmalion ist ein Schauspiel von George Bernard Shaw nach Ovids Darstellung des Pygmalion-Stoffs, das am 16. Oktober 1913 im Wiener Burgtheater in der Übersetzung von Siegfried Trebitsch seine Welturaufführung erlebte.

## Inhalt
Shaws Komödie erzählt die Geschichte des Professors Henry Higgins, eines selbstherrlichen Sprachwissenschaftlers, der wettet, dass er eine arme Blumenverkäuferin, Eliza Doolittle, zu einer Herzogin machen könne, indem er ihr beibringe, mit dem Akzent der feinen Londoner Gesellschaft zu sprechen. Bei einer Botschafter-Party gibt er sie erfolgreich als Herzogin aus. Da sie von Higgins aber bloß wie eine Dienstmagd behandelt wird, verlässt sie ihn. Das Stück endet hier.
So wie der Pygmalion des Ovid sein lebloses Kunstwerk liebt, liebt auch Higgins seine Schöpfung, jedoch nicht die Person Eliza selbst, sondern nur das sprachliche Kunstwerk, das er geschaffen hat. Higgins erwidert die Liebe Elizas nicht, ignoriert ihre menschlichen Bedürfnisse und sieht sie nicht als gleichwertig an. (Pickering: Does it occur to you, Higgins, that the girl has some feelings? Higgins: Oh no, I don't think so. Not any feelings that we need bother about. deutsche Übersetzung: Pickering: „Higgins, ist Ihnen in den Sinn gekommen, dass das Mädchen Gefühle hat?“ Higgins: „Oh nein, ich glaube nicht. Nicht irgendwelche Gefühle, um die wir uns kümmern müssten.“)

### Akt 1
Wegen eines schweren Sommerregens haben viele Menschen unter dem Portal der St Paul’s Church in Covent Garden Schutz gesucht. Darunter befindet sich eine Dame mit ihrer Tochter und ihrem Sohn, alle in Abendkleidung. Sie warten wie viele andere auf ein Taxi, das sie nach Hause bringt. Der junge Sohn läuft aus Versehen in ein junges Mädchen, welches Blumen verkauft, und ihr fallen die Blumen zu Boden. Die Mutter bezahlt dem Mädchen aus Anstand die ruinierten Blumen. Ein Gentleman gesellt sich zu der Menschenansammlung und kommt wegen des Blumenmädchens mit einem Notizen machenden Mann ins Gespräch. Dieser kann aufgrund des Dialektes die Herkunft eines Menschen bestimmen: Es handelt sich um Professor Higgins, der sein Leben der Phonetik widmet. („Einfach Phonetik. Die Wissenschaft der Aussprache. Mein Beruf und auch mein Hobby.“) Er behauptet, aus dem Blumenmädchen Eliza Doolittle, welches sichtbar und hörbar zur armen Gesellschaftsschicht gehört, innert drei Monaten eine Herzogin zu machen. Nur der Gentleman, Colonel Pickering, versteht den Professor und glaubt ihm, denn er ist selbst ein Linguist. Sie verabreden sich für den nächsten Morgen bei Higgins.

### Akt 2
Eliza schneit unangekündigt bei Professor Higgins herein, der Pickering gerade sein Büro zeigt, und bittet ihn um Unterrichtsstunden. Sie möchte in einem richtigen Blumenladen arbeiten können und daher ordentliches Englisch lernen. Higgins ist zunächst zögerlich, sieht dann aber eine Möglichkeit, sein Können unter Beweis zu stellen. Eliza muss sich nun umziehen und gründlich waschen und erlebt zum ersten Mal, was reiches und luxuriöses Leben bedeutet („Fließend warm und kalt Wasser habn  die, soviel als du scharf bist.“). In der Zwischenzeit taucht Elizas Vater – ein Müllkutscher – auf und fordert eine Entlohnung dafür, dass er seine Tochter Higgins überlässt. Nach der Auszahlung von fünf Pfund verlässt er das Haus.

### Akt 3
Bei Frau Higgins, der Mutter des Professors, ist Besuchstag. Ihr Sohn platzt unangemeldet herein und berichtet seiner Mutter, dass er vor etwa einem Monat „ein einfaches Blumenmädchen“ zu sich genommen und gewettet hat, ihre Sprache und ihr Benehmen gesellschaftsfähig zu machen. Als Probelauf hat er Eliza daher zu seiner Mutter eingeladen. Zunächst treffen aber andere Gäste ein, die Eynsford-Hills: Mutter, Tochter Clara und Sohn Freddy. Es ist dieselbe Familie, die im ersten Akt unter dem Kirchenportal Schutz vor dem Regen gesucht hat.
Als Eliza eintrifft, unterhält sie sich zunächst gekonnt übers Wetter, erzählt dann aber sogleich von ihrem Verdacht, dass ihre Tante „abgemurkst“ wurde, und von ihrem alkoholabhängigen Vater. Higgins gibt ihre Bemerkungen als „neue Art von Plauderei“ aus. Als Eliza geht, wird sie von Freddy gefragt, ob sie durch den Park spazieren geht, worauf sie entgegnet: „Gehen? Ein’ Scheißdreck werd ich! Ich nehme ein Taxi.“ (Es ist die berühmteste Zeile des Stücks, die wegen des verwendeten vulgären Worts „bloody“ Aufsehen erregte. Im Original lautet sie: „Walk! Not bloody likely. I am going in a taxi.“)
Nachdem Eliza und die Eynsford-Hills gegangen sind, fragt Higgins’ Mutter besorgt, was mit Eliza geschehen werde, wenn das Projekt zu Ende sei. Weder der Professor noch der ebenfalls anwesende Pickering verstehen die Frage und wimmeln sie ab. Frau Higgins ruft ihnen verärgert nach: „Oh, Männer! Männer! Männer!“

### Akt 4
Higgins, Pickering und Eliza sind von einer Gartenparty zurückgekehrt. Eliza hat sich dort wie eine Dame der High Society benommen, Higgins damit seine Wette gewonnen. Er lässt seiner Freude über das Ende des Experiments freien Lauf: „Gott sei Dank, es ist vorbei!“ Higgins und Pickering gehen zu Bett. Als Higgins noch einmal zurückkehrt, macht ihm Eliza lauthals Vorwürfe. Er habe sie nur für ihr Experiment gebraucht, nun aber sei sie wertlos für ihn. Higgins versucht sie auf herablassende Weise zu beruhigen. Sie könne ja heiraten oder einen Blumenladen eröffnen. Er verlässt wütend die Szene und begibt sich türknallend zurück ins Bett.

### Akt 5
Als sie am nächsten Morgen Elizas Bett unberührt vorfinden, eilen Higgins und Pickering zur Mutter des Professors. Higgins würde Eliza doch gern bei sich behalten, nicht aus Zuneigung oder von Gefühlen geleitet, sondern weil sie inzwischen für seinen Tagesablauf und seine Ordnung unentbehrlich ist. Frau Higgins wirft ihrem Sohn vor, nach Eliza wie nach einem „verlorenen Regenschirm“ zu suchen.
Inzwischen wird der Besuch von Elizas Vater, Alfred Doolittle, angekündigt. Er taucht überraschend in prächtiger Hochzeitskleidung auf und ist wütend auf Higgins. Der sei bei ihrer damaligen Begegnung so angetan von seiner unorthodoxen Ethik gewesen, dass er ihn dem reichen US-amerikanischen Philanthropen Ezra D. Wannafeller als „originellsten Moralprediger“ empfohlen habe. Nun sei Wannafeller gestorben und habe ihm, Doolittle, eine Pension von 3.000 Pfund jährlich hinterlassen. Daraufhin habe Doolittle sich gezwungen gefühlt, in den Mittelstand einzutreten und seine Lebensgefährtin (Elizas Stiefmutter) zu heiraten. Darüber und über den Umstand, dass nun Hinz und Kunz etwas von ihm wollten, sei er recht unglücklich.
Frau Higgins informiert ihren Sohn schließlich darüber, dass sich Eliza bei ihr befinde. Higgins ist außer sich, aber seine Mutter lässt Eliza erst kommen, als er sich beruhigt hat. Elizas Vater wird solange hinausgeschickt. Strahlend und selbstbewusst tritt Eliza ein. Higgins triumphiert, doch Eliza lässt sich nicht davon beeindrucken und spricht ausschließlich mit Pickering. Dieser habe sie im Gegensatz zu Higgins immer gut und menschlich behandelt, nur durch sein Beispiel habe sie gelernt, eine Dame zu sein. Higgins ist wieder außer sich. Als unvermittelt ihr Vater zurückkehrt, fällt sie erschrocken kurz in ihre Gossensprache zurück, woraufhin Higgins wieder triumphiert. Doolittle erklärt seine Situation und fragt Eliza, ob sie mit auf seine Hochzeit komme. Pickering und Frau Higgins wollen ebenfalls mitkommen.
Bevor Eliza sich jedoch anschließt, kommt es am Ende des Stücks noch zu einem langen Gespräch zwischen ihr und Higgins. Higgins’ Nachfrage, ob sie nach dieser Aktion nun zurückkommen werde, verneint sie, da sie von Higgins nie auch nur ein wenig Freundlichkeit erlangen werde. Daher kündigt sie an, lieber Freddy zu heiraten, der ihr täglich mehrere Liebesbriefe schreibe. Higgins tut das als unambitioniert ab, es sei unter ihrem jetzigen Niveau. Auf die Frage hin, was aus ihr werden solle, droht sie, sich als Aussprachelehrerin zu verdingen, als Assistentin eines von Higgins’ Konkurrenten, Professor Nepean. Sie bemerkt, dass diese Drohung Higgins trifft; Higgins wiederum erklärt triumphierend, dass er damit erfolgreich ihren Kampfeswillen geweckt habe.
Als Eliza schließlich zur Hochzeit aufbricht, bittet Higgins sie noch darum, einige Erledigungen zu machen, und ignoriert damit das eben geführte Gespräch. Eliza aber sagt ihm Lebewohl und rauscht hinaus. Das Stück endet mit Higgins’ Gelächter über Elizas angedrohte Heirat mit Freddy: „Haha! Freddy! Freddy!! Hahahahaha!!!!!“ (nach dem geänderten Schluss, den Shaw 1939 schrieb, um klarzumachen, dass es nicht doch zu einer Verbindung zwischen Higgins und Eliza kommen könne).

## Rezeption
Das Schauspiel löste damals einen Skandal aus, da es für die damaligen Verhältnisse geradezu exzessiv Schimpfwörter verwendet. So benutzt Eliza einmal das damals ordinäre Wort bloody („verdammt“). Obwohl Eliza mit feinem Akzent sprechen kann, versteht sie wenig von dem, worüber man in der hohen Gesellschaft spricht.
In der Wiener Welturaufführung (Regie: Hugo Thimig) spielten Max Paulsen und Lili Marberg. In der Berliner Produktion am Lessingtheater spielten am 1. November 1913 Tilla Durieux und Albert Steinrück.

## Verfilmungen
Das Schauspiel wurde 1935 mit Jenny Jugo und Gustaf Gründgens in den Hauptrollen verfilmt, Regie führte Erich Engel. Die Uraufführung fand am 2. September 1935 im Berliner Capitol statt. Shaw wird darin als Autor genannt.
Eine weitere Verfilmung entstand 1938 mit Leslie Howard und Wendy Hiller in den Hauptrollen. Shaw wurde 1939 gemeinsam mit seinem Ko-Autor Cecil Lewis für das Drehbuch dieser Adaption mit einem Oscar ausgezeichnet. Auch die beiden Hauptdarsteller (Howard und Hiller) waren für einen Oscar nominiert worden.

## Musical
1956 entstand aus dem Schauspiel das Musical My Fair Lady und 1964 dessen Verfilmung  My Fair Lady.

## Aktuelle Ausgaben
- George Bernard Shaw: Pygmalion (Enriched Classics Series), Simon & Schuster, 2005, ISBN 1-4165-0040-5 (englisch).
- George Bernard Shaw: Gesammelte Stücke in Einzelausgaben. Band 10: Pygmalion. Suhrkamp, Frankfurt 1989, ISBN 3-518-38359-0.
- George Bernard Shaw: Pygmalion. Suhrkamp, Berlin 2012, ISBN 978-3-518-18928-3.